# Marbre au château de Versailles
Le château de Versailles se caractérise par la quantité et la variété de marbre employé pour sa construction et sa décoration. La demande de Louis XIV pour ce matériau était telle qu'elle entrainera l'ouverture de carrières en France, principalement dans les Pyrénées, pour ne pas être dépendant de l'étranger, et la mise en place d'une logistique et d'une administration pour son acheminement, son stockage et son utilisation.

## Carrières
Les Pyrénées, dont beaucoup des carrières ouvertes seront propriétés royales, produisent du marbre de « brèche » (marbre blanc tacheté de rouge, violet, noir, bleu ou jaune pale), du marbre de Campan (marbre de couleur verdâtre), du marbre de Campan mélangé (marbre rouge et vert), du marbre « Portor » (marbre noir veiné de jaune) et du marbre d'Antin (beige et rouge). 
Une autre grande région productrice est le Languedoc, avec du marbre rose et blanc ou incarnat et blanc dont la carrière de Caunes-Minervois. 
Dans une moindre mesure, on fait également venir du marbre noir de la ville de Dinant, alors partie du royaume de France (aujourd'hui en Belgique), du marbre jaune et rose de Provence, du marbre mêlé de rouge, blanc, jaune et noir du Bourbonnais. 
Aucune carrière française ne pourra égaler le marbre de Carrare, largement utilisé pour la statuaire. Il sera importé de manière continue jusqu'à la guerre de la Ligue d'Augsbourg où il sera alors remplacé par le marbre de Saint-Béat dans les Pyrénées, mais dont les conditions d'extraction en altitude seront très délicates.

## Acheminement, stockage et travail du marbre
Des Pyrénées, les blocs de marbre sont descendus jusqu'au port de Bordeaux par la Garonne sur plusieurs radeaux attachés entre eux. Ces radeaux ainsi chargés sont exemptés de droits de péage. Depuis Bordeaux, ils sont acheminés par bateau vers le Havre, ou si le tirant d'eau du navire le permet, jusqu'à Rouen. Mais les longues périodes de guerre qui marquent le règne de Louis XIV (1672-1678, guerre de Hollande, 1688-1697, guerre de la Ligue de Augsbourg, 1701-1714, guerre de Succession d'Espagne) limiteront le trafic maritime sur la façade Atlantique.
Les blocs remontent ensuite la Seine sur des barges et sont débarqués dans les ports de Saint-Germain, Marly, Saint-Cloud, Sèvres ou Paris (port de la Conférence). Ceux débarqués à Paris sont alors stockés (sur l'île de la Cité ou au quai des Tournelles) puis acheminés par chariot jusqu'au dépôt de Versailles.
Au contraire de l'hydraulique ou d'autres travaux à Versailles, la technique d'extraction et du travail du marbre n'évoluera guère sous Louis XIV, différant peu de ce qu'elle était sous la Renaissance. Mais la taille des blocs et la quantité traitée entraineront une spécialisation des tâches.

## Exemples d'utilisation
- Grand Trianon : 

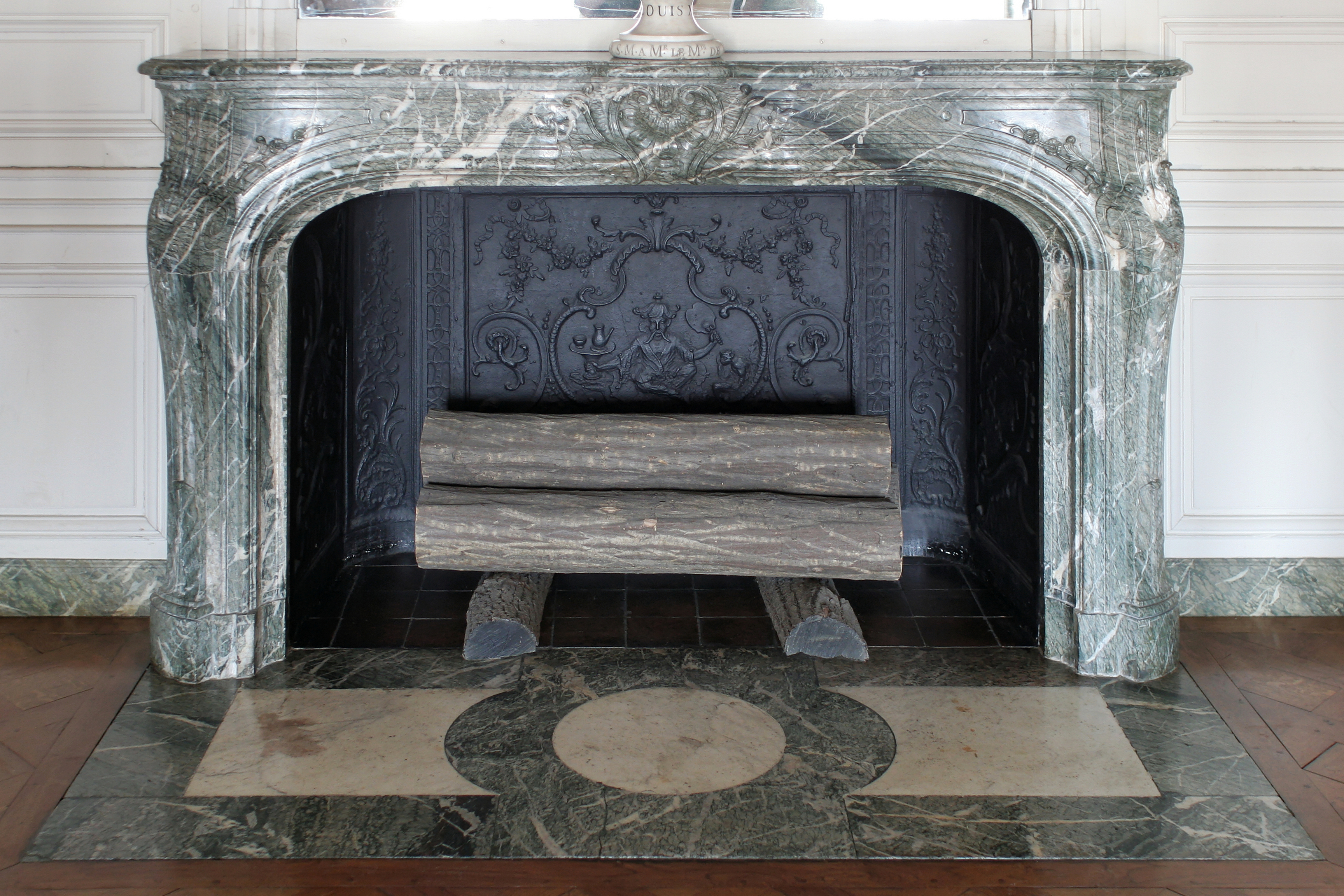
Cheminée en marbre de Campan, appartements du Dauphin et de la Dauphine, seconde antichambre du Dauphin.

  - tous les pilastres extérieurs du palais, ainsi que les colonnes rouges du péristyle du côté jardin, sont en incarnat de Caunes-Minervois,
  - les colonnes adossées côté cour du péristyle sont en Campan grand mélange[3].
- Cheminée du salon d'Hercule : marbre d'Antin dit aussi marbre de Sarrancolin, Pyrénées[1],
- Grand bain de l'appartement des Bains : marbre de Rance (dans le hainaut). Cette baignoire fut taillée dans un même bloc de 8 m3 et de plus de 20 tonnes[1].
- Fonds blancs de la galerie des Glaces, statues et vases du parc, arcanes des colonnades : marbre de Carrare[1].

Le marbre blanc, dont le marbre de Carrare, est utilisé en décoration pour faire ressortir le marbre de couleur.

## Galerie d'images

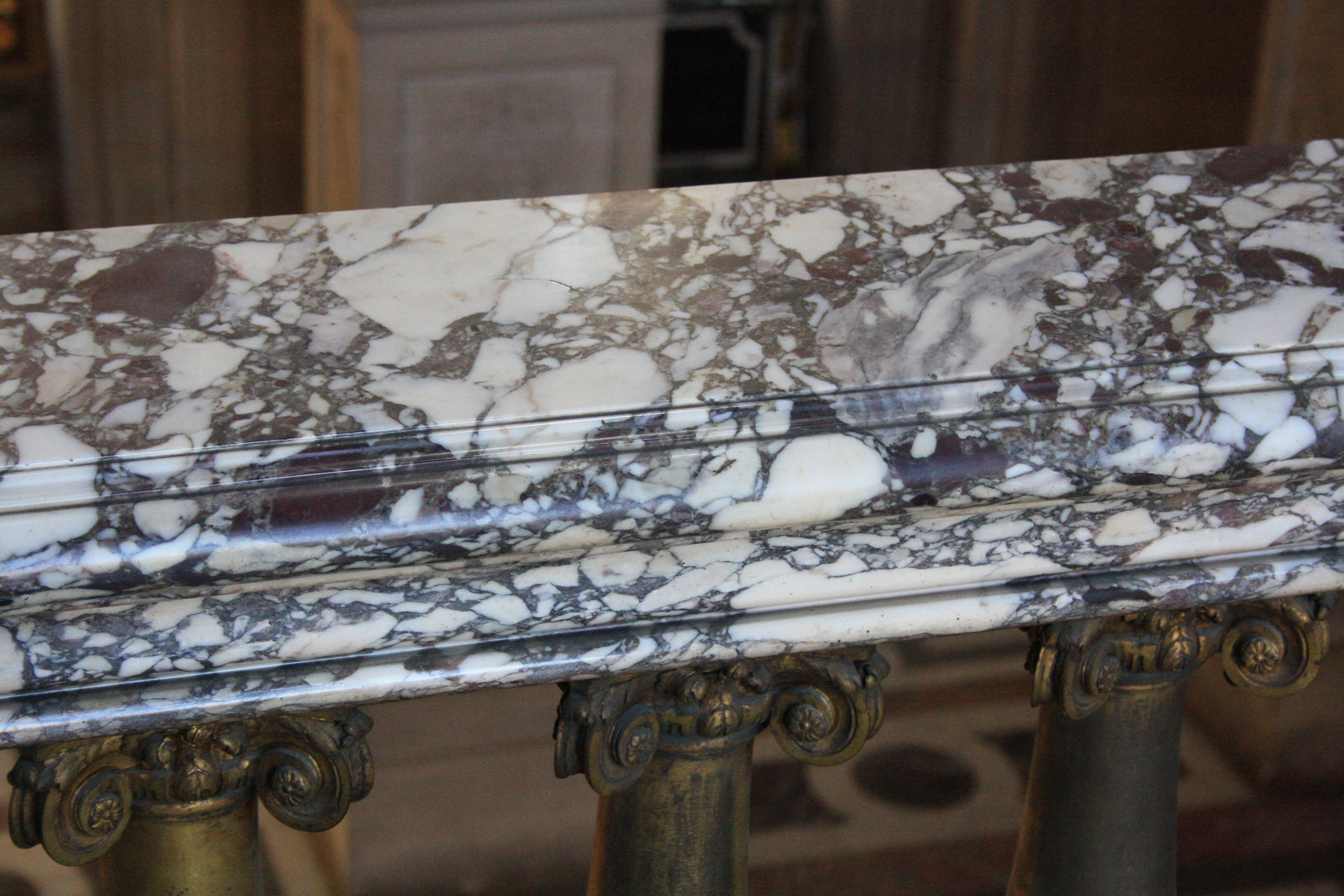
Parapet de l'étage de la chapelle.
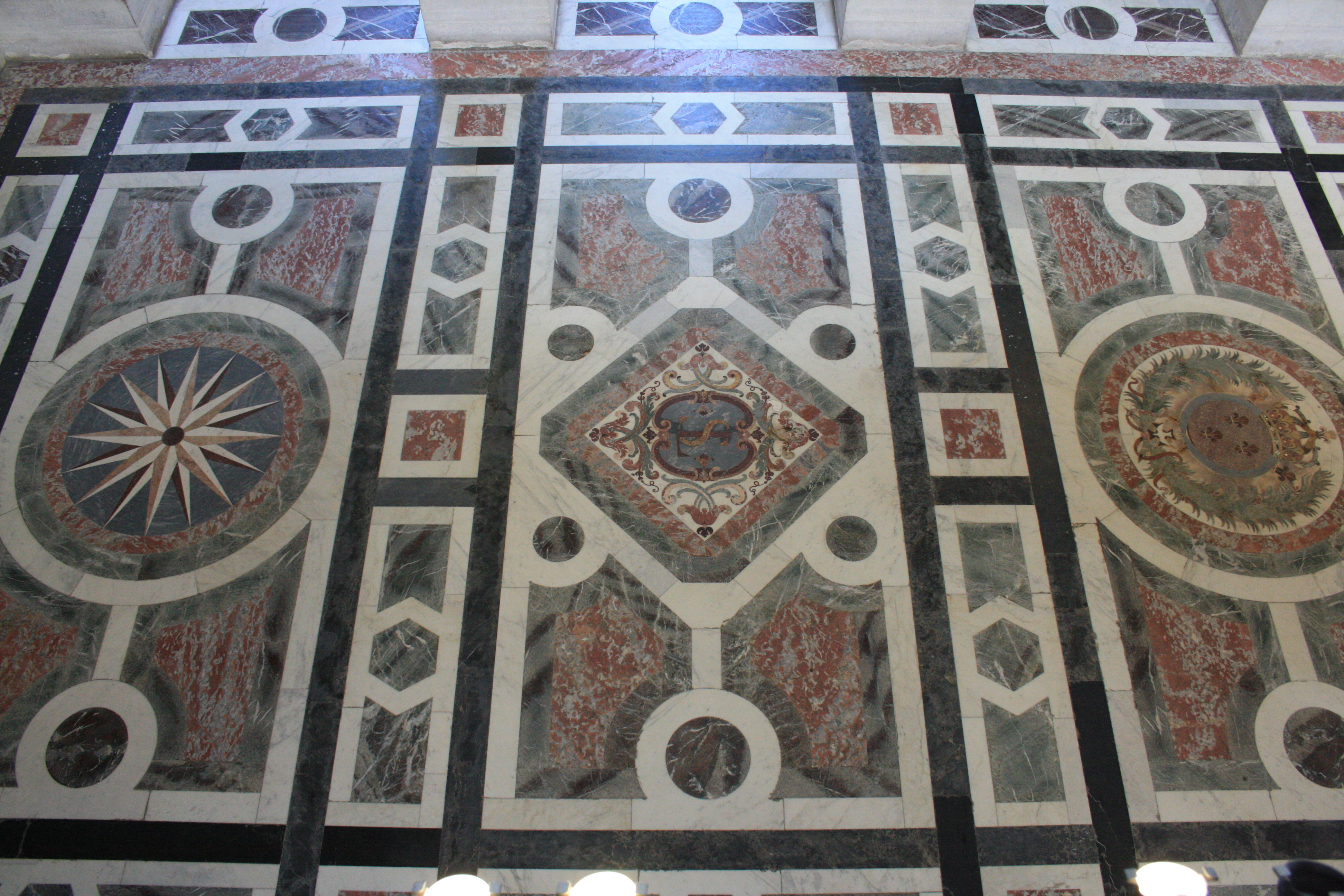
Sol de la chapelle.
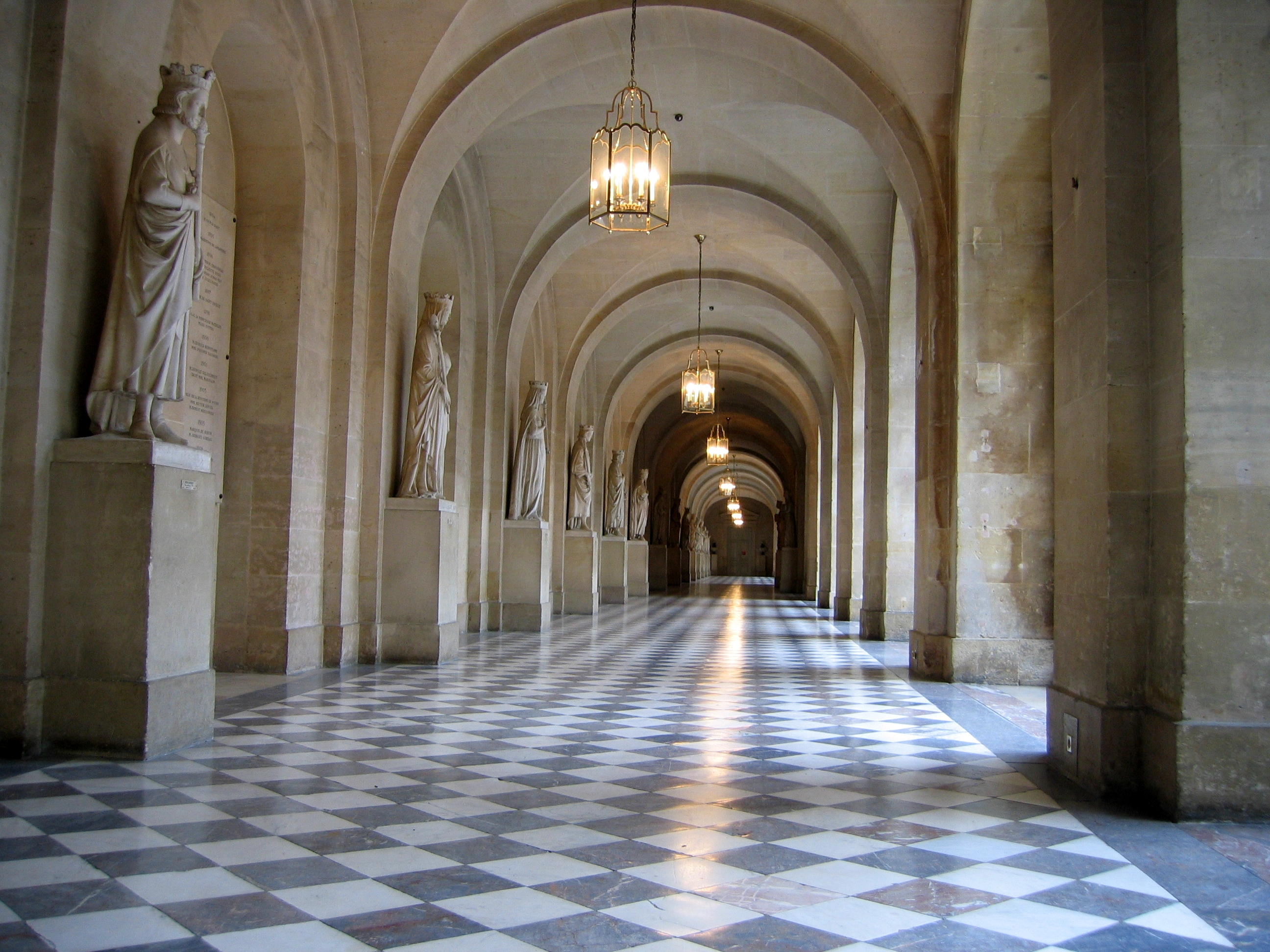
Sol d'un couloir d'accès à l'opéra.